# Zagrammosoma centrolineatum
Zagrammosoma centrolineatum is een vliesvleugelig insect uit de familie Eulophidae. De wetenschappelijke naam is voor het eerst geldig gepubliceerd in 1913 door Crawford.